# New Super Luigi U
New Super Luigi U (ニュー・スーパルイージ・U, Nyū Sūpā Ruīji Yū), estilitzat com New Super Luigi Bros. U és un pack expansiu que ha desenvolupat Nintendo Entertainment Analysis and Development. Inicialment havia de ser només contingut descarregable de New Super Mario Bros. U que necessitava una còpia d'aquest, però en el Nintendo Direct del 17 de maig es va confirmar que podria comprar-se per separat sense la còpia del videojoc original. Va sortir el 2013 coincidint amb L'Any d'en Luigi.
Va sortir dins un pack especial que contenia ambdós jocs i també va ser reinclós al port New Super Mario Bros. U Deluxe.

## Canvis respecteNew Super Mario Bros. U
En New Super Luigi U, però, en Mario no es pot controlar, i el substitueix el Caco Gazapo (Nabbit en anglès), quedant com a personatges jugables Luigi, Caco Gazapo, Toad Groc i Toad Blau. Caco Gazapo, a diferència dels altres personatges, és immune als atacs dels enemics i no li afecta cap power-up, però només és jugable en el mode de multijugador. Tot i així, Caco Gazapo també pot aparèixer fent el mateix rol de New Super Mario Bros. U, de lladre d'ítems de les Cases Toad que s'ha de perseguir per alguns nivells.
Els nivells contenen elements característics d'en Luigi. En qualsevol nivell (sobretot en el primer, Waddlewing Warning! d'Acorn Plains o Dehesa Bellotera) apareix un sprite d'en Luigi en 8-bits (en el primer nivell apareix un tauler amb el logotip del mode i un Luigi en forma de 8-bits; també poden aparèixer cameos d'en Luigi amb els sprites de Super Mario World i Luigi's Mansion 2). A més, hi ha alguns nivells amb els colors d'en Luigi en comptes dels de New Super Mario Bros. U, i els nivells tenen nom diferent.
La dificultat augmenta; en cada nivell hi ha un límit de temps de 100 segons (el comptador va més lent que en New Super Mario Bros. U, però), tot i les capacitats del Caco Gazapo. En Luigi també salta més que en anteriors jocs. Els altres modes del videojoc base com el Mode Desafiament estan retirats. Els ítems de les Cases Toad vermelles contenen ítems que protegeixen més el jugador. Per exemple, si abans tenia un Super Xampinyó ara té un Xampinyó 1-Up. Els nivells Enemic contenen ara més ítems de regal com Xampinyons Mini i Xampinyons Helicòpter en comptes d'Estrelles. No hi ha banderes de meitat de nivell.
El mode Desafiament no s'inclou, ja que en la versió DLC ja s'utilitza en el mode New Super Mario Bros. U. Quan el joc s'ha completat, un bloc vermell amb una M apareix al principi dels nivells. Això permet al jugador tornar a viure l'aventura de New Super Mario Bros. U. Aleshores, en Caco Gazapo també es pot controlar en els nivells en el mode d'un sol jugador, però només prement els botons ZL en el GamePad o Pro Controller o B en el Wii Remote mentre es tria un nivell. El personatge Mii pot aparèixer prement els mateixos botons acabant l'últim nivell del joc (Flying Squirrel Ovation del Superstar Road o Senda SuperEstrella), a l'estil del primer nivell on apareix un tauler amb el rètol "Thank you!" i el Mii vestit de Luigi a sobre d'un Yoshi verd.

## Argument
L'argument d'aquest contingut descarregable és molt semblant al de New Super Mario Bros. U. En Luigi, Toad Groc i Toad Blau dinen en el Castell de la Princesa Peach, amb la gorra d'en Mario a sobre de la taula. Bowser, de cop, arriba amb el seu dirigible i, amb una mà mecànica gegant agafa en Luigi i els Toads i els envia ben lluny i, just abans de portar-los a les Acorn Plains, els tiren en un arbre ple de Super Acorns. Bowser i els Koopalings aprofiten el moment per segrestar la Princesa Peach, que era amb els germans i els Toads. Quan en Luigi i els Toads es fiquen a córrer, apareix en Caco Gazapo amb una bossa plena de Super Xampinyons que corre rere d'ells.

## Desenvolupament i llançament

El logotip de New Super Luigi U, utilitzat per a la versió digital del videojoc en format de contingut descarregable

New Super Luigi U és un pack expansiu en desenvolupament per Nintendo Entertainment Analysis and Development. Revelat el 14 de febrer de 2013, havia de ser contingut descarregable de New Super Mario Bros. U que necessitava una còpia d'aquest però en el Nintendo Direct del 17 de maig es va confirmar que, a part de ser contingut descarregable, podria comprar-se per separat sense la còpia del videojoc original.
El contingut descarregable ha estat especialment creat per a celebrar L'Any d'en Luigi, que es commemoren els 30 anys del llançament de Mario Bros., és a dir, la primera aparició del personatge en un videojoc. En descàrrega digital, que es pot comprar si la consola està connectada a Internet, el videojoc sortirà al Japó el 19 de juny de 2013, als Estats Units i Europa el 20 i a Austràlia el 21, i si no és així el contingut descarregable en forma de videojoc en format físic sortirà al Japó el 13 de juliol de 2013, a Europa el 26, a Austràlia el 27 i als Estats Units el 25 d'agost de forma limitada fins al 31 de desembre de 2013 només per aquest últim. Va sortir al Brasil a finals del 2013, però el 7 de novembre s'anuncia una data més concreta, que la Wii U hi sortirà el 26 de novembre amb el Mario & Luigi Premium Pack, el que obliga que aquest joc surti en la versió 1.3.0. de New Super Mario Bros. U. Tot i així, el joc continua venent-se a data de juliol de 2014.

## Recepció

### Crítica
La revista japonesa Famitsu l'ha puntuat amb un 34 de 40. NintendoLife l'ha puntuat amb un 8 de 10 dient: "Afegir en Nabbit (Caco Gazapo) com a personatge jugable sembla haver estat clarament dissenyat per als jugadors sense experiència també pot divertir-se amb New Super Luigi U, ja que el personatge és immune als atacs dels enemics i els elements cabdals de la situació, però no és immune per a caure en abismes o tocar la lava. Es pot jugar amb en Nabbit en el mode d'un sol jugador, i zero la manera amb què porta un final diferent. No obstant això, els jugadors més experimentats tendeixen a deixar enrere Nabbit en el mode multijugador, fent servir el caràcter de cosa una mica problemàtic depenent de qui està jugant".
La ONM del Regne Unit el puntua amb un 78 de 100, dient que "[New Super Luigi U és] el plataformes equivalent a fregar la seva panxa i acariciant el seu cap mentre els seus enemics d'infància li fan pessigolles a les aixelles amb un colom mort. New Super Luigi U és bonic, però dispers en el seu enfocament. En Mario segueix sent el rei en 2D... per ara."
Alguns llocs com GamingTrend i NWR exalten les etapes de disseny de condensat punitiva i New Super Luigi, i remarcar el divertit que és jugar amb Luigi i major facilitat per arribar al cim de la bandera al final de cada etapa, mentre que l'anàlisi dels llocs com Eurogamer i Edge mostren que hi va haver una manca de creativitat i l'espai en les etapes (pel mode multijugador), i la major dificultat no només augmentar el nombre d'enemics.

### Vendes
Als Estats Units va ser el primer videojoc més venut en Wii U en l'abril de 2013, i New Super Mario Bros. U va ser el segon. New Super Luigi U va ser el cinquè videojoc més venut entre el 8 i 14 de juliol al Japó. Segons l'institut Media-Create va ser el vuitè videojoc més venut entre els dies 15 i 21 de juliol al mateix país amb 12.132 / 37.014 unitats venudes. Segons GFK entre el 21 i el 27 de juliol va ser el segon videojoc més venut a la Gran Bretanya en els de Wii U entre Pikmin 3 i New Super Mario Bros. U.
Fins al setembre de 2013, el videojoc va vendre 120 mil unitats als Estats Units.
Segons l'institut GFK, a data de 12 d'abril de 2014, el joc era el cinquè videojoc de Wii U més venut al Regne Unit.
Fins al 30 de juny de 2015 va vendre 2,26 M a tot el món, convertint-se en el sisè joc més venut per a Wii U a nivell mundial.

### Màrqueting
Es van dur a terme diferents activitats i llançaments en motiu de L'Any d'en Luigi. Aquestes incloueren dos packs especials de la consola Wii U que incloïen el joc i també New Super Mario Bros. U. S'organitzà una competició a Miiverse i es va publicar un vídeo oficial fet per actors parodiant l'estil parkouresc del personatge.
El joc es va vendre de franc fins al 8 de gener de 2015 per a tots aquells usuaris que no el tenien junt amb New Super Mario Bros. U.
El Club Nintendo dels Estats Units va estar oferint una xapa d'en Luigi que es podia guanyar descarregant New Super Luigi U fins l'1 d'agost de 2013, amb motiu de l'Any d'en Luigi.